# يفهين شفتشينكو
يفهين شفتشينكو (بالأوكرانية: Шевченко Євген Вікторович)‏ هو لاعب كرة قدم أوكراني في مركز الهجوم، ولد في 16 أكتوبر 1987 في دنيبرودزرجينسك في أوكرانيا. لعب مع كريمين كريمنشوك ‏.

## وصلات خارجية
- يفهين شفتشينكو على موقع اتحاد أوكرانيا (الإنجليزية)